# Monaldo Leopardi
El conde Monaldo Leopardi (Recanati, 16 de agosto de 1776 - Recanati, 30 de abril de 1847) fue un escritor, filósofo y periodista italiano, padre de Giacomo.

## Pensamiento
Monaldo Leopardi era partidario acérrimo del absolutismo y portavoz de la tendencia integralista extrema. Todos los historiadores coinciden en afirmar que Monaldo Leopardi ha sido un gran polemista y un hombre valiente que pagó personalmente su devoción por la causa pontificia. Monaldo Leopardi fue escritor fecundo. Trató todos los temas, incluso escribió una tragedia. Sus obras fueron estas tan numerosas que por lo menos precisaron de ocho a diez volúmenes.
La contribución más original que Monaldo hizo a la historia del pensamiento reaccionario fue el extremismo que imprimió a las tesis sostenidas, tendentes siempre a adoptar una postura radical e intransigente. Monaldo Leopardi sufrió las consecuencias en su propia persona: no sólo frente a los adversarios, sino también frente a aquellos por quienes combatía. Estos no siempre supieron recompensar con simpatía su devoción, asustados, quizás, por las posturas extremas del recanatense.
La mayor desilusión de Monaldo Leopardi fue la que le produjo La Voce della Regione, periódico que fundó para tutelar las posiciones del integrismo católico y que tuvo que dejar de publicarse a petición de Roma.
«Fiero campeón del absolutismo, enemigo acérrimo de toda libertad, desconfiado con respecto al progreso, no dejó escapar ninguna ocasión de luchar por aquellos principios a los que durante toda su vida rindió culto».
La ocasión más propicia se le presentó con la Voce della Ragione, revista creada a imitación de la Antología di Firenze y a la que, al mismo tiempo, quiso servir de respaldo y contrapunto.
El periódico nació a instancias de un tipógrafo de Pesaro, Annesio Nobili, quien implicado en manejos revolucionarios durante los anteriores disturbios, creyó poder rehacer su reputación cerca de Roma uniéndose a un hombre como Monaldo Leopardi. Gozaba éste de fama y prestigio en la Secretaría de Estado. Por consiguiente, el tipógrafo fue quién financió la empresa y Leopardi su director «político», como hoy se suele decir.
Pero pronto se puso de manifiesto que la iniciativa fue todo un éxito, incluso desde el punto de vista económico. La revista alcanzó los 2.000 suscriptores, cuyas cuotas iban a parar, exclusivamente, a Nobili. El tipógrafo obtuvo, además, «700 escudos del Papa, en dos o tres ocasiones, 50 cequíes del Duque de Módena y un legado de otros 500 escudos del Cardenal Albani».
El primer fascículo de la revista apareció el 31 de mayo de 1832 y hasta 1835 se publicaron otros ochenta y nueve. Ya en su primera edición la revista obtuvo un gran éxito, no sólo en los ambientes conservadores, sino también en los oficiales. El Cardenal Tommaso Bernetti, Secretario de Estado, llegó a escribir una carta a las autoridades locales recomendando La Voce della Ragione. Lo mismo hicieron otros funcionarios pontificios quienes, sin duda alguna, a instancias de Roma, invitaron a sus administradores a que mirasen con simpatía y apoyasen la obra de Monaldo Leopardi.
Pero esta atmósfera idilíaca empezó a enrarecerse hacia fines de 1835, cuando la Secretaría de Estado consideró que la intransigencia de Leopardi era excesiva. No están claras las causas de la muerte de la revista. Oficialmente se comunicó a Leopardi que dos artículos - uno de ellos titulado La scuola di La Mennais, apareci6 en el fascículo 87 y otro, acerca de la supuesta audiencia que el Papa había concedido a la Duquesa de Berey, apareció en el número 86, «habían desagradado bastante al Pontifice».
Leopardi, a su vez, sostiene que quien en verdad acabó con el periódico «fue Monseñor Tosti, tesorero general de la corte pontificia, con gran influencia en aquellos ambientes y su «adversario implacable».
Es cierto que, el 27 de noviembre de 1835, recibió órdenes de no más enviar ejemplares de la revista a la Secretaría Pontificia y que, poco después, le fue notificado a Leopardi que Roma había decidido suprimir el periódico.
Monaldo Leopardi acogió con resignación la decisión. Hasta tal punto esto es así que, más tarde, escribió a propósito de la situación tan sumamente delicada que se originó tras la fricción con Roma: «Esto quiere decir que hubo peligros manifiestos incluso para mi propia persona. Sin embargo, yo no merecía el honor de sufrir por la gloria de Dios».